# Tynanthus gondotianus
Tynanthus gondotianus là một loài thực vật có hoa trong họ Chùm ớt. Loài này được (Bureau ex Baill.) Bureau miêu tả khoa học đầu tiên năm 1868.